# Aleem Ford
Aleem Ford (ur. 22 grudnia 1997 w Lawrenceville) – amerykańsko-portorykański koszykarz, występujący na pozycji niskiego skrzydłowego.

## Osiągnięcia
Stan na 28 grudnia 2021, na podstawie, o ile nie zaznaczono inaczej.
NCAA
- Uczestnik:
  - II rundy turnieju NCAA (2021)
  - turnieju NCAA (2019, 2021)
- Mistrz sezonu regularnego konferencji Big 10 (2020)